# العراب (معمودية)

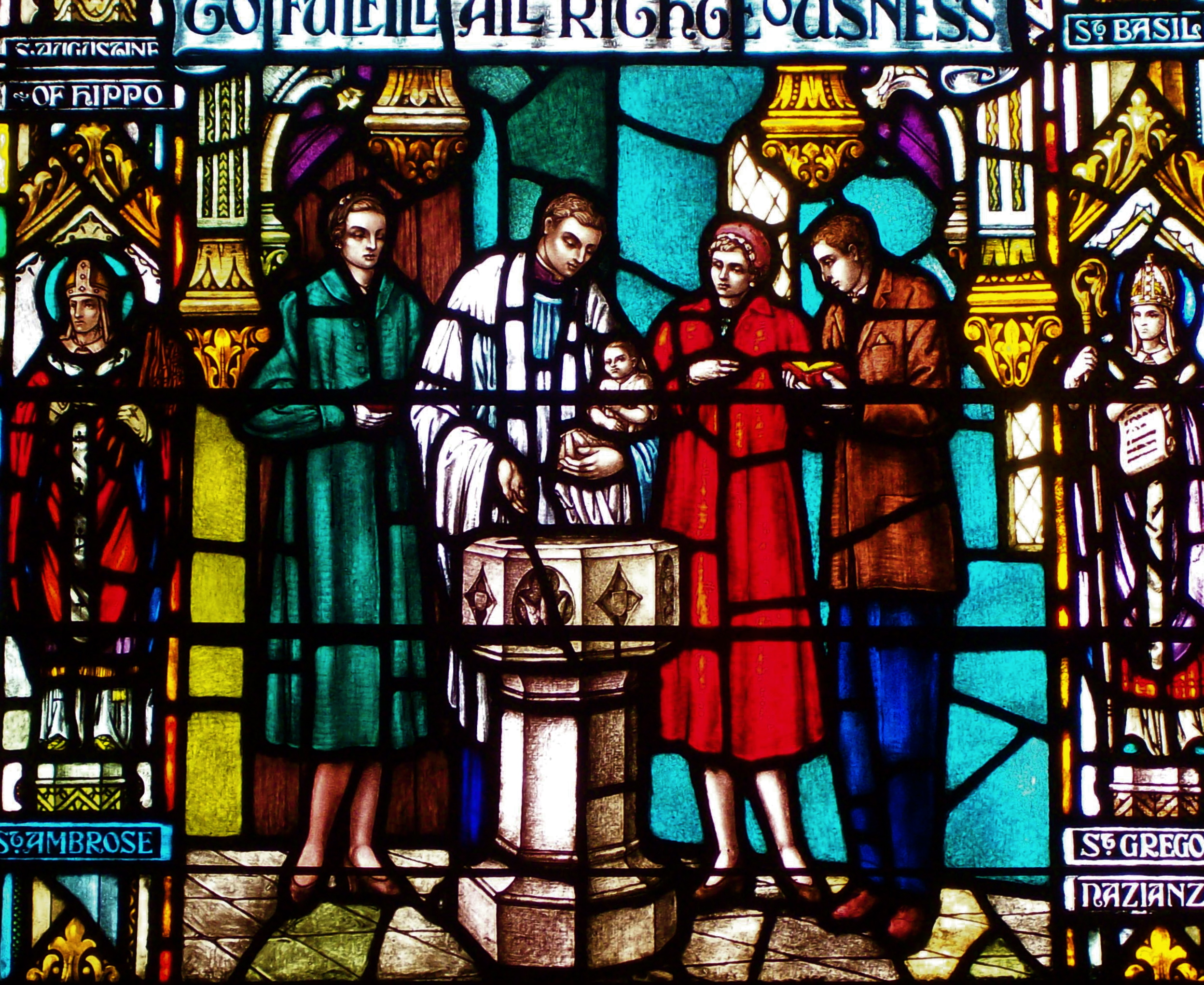
تفصيل من نافذة المعمودية في كاتدرائية سانت ماري في ممفيس، تينيسي، يظهر فيها العرّابين.

إن العرّاب (بالإنجليزية: godparent) في كثير من طوائف المسيحية، هو الشخص الذي يرعى معمودية الطفل. في هذه الأيام، قد لا يكون لكلمة عرّاب مدلول ديني واضح. وتَنصب وجهة النظر الحديثة على أن العرّاب هو الشخص الذي يختاره الوالدان للاهتمام بتربية الطفل والتنمية الشخصيّة. العرّاب الذكر هو عرّاب والعرابّ الأنثى هي عرّابة. ويكون الطفل ابنًا بالمعمودية أو الفَلْيُون وبنت بالمعمودية أو الفَلْيُونة.

## المسيحية
تبعًا للتقاليد، كان العرّابين هم المسؤولون بطريقة غير رسمية عن ضمان القيام بالتعليم الديني للطفل، وعن العناية بالطفل إذا ما أصبح يتيمًا.

### الأصول

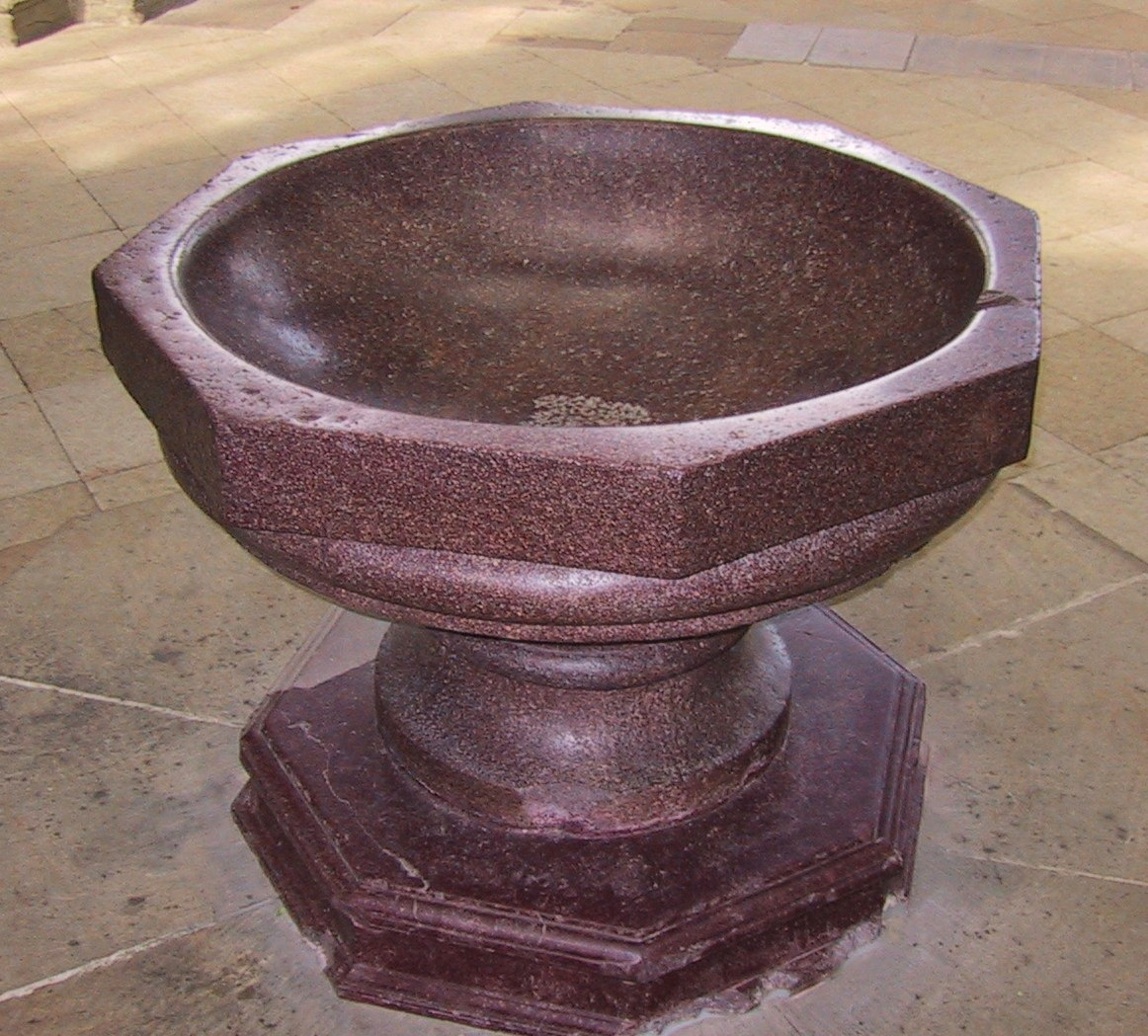
وعاء للمياه المعمودية في كاتدرائية ماغديبورغ.

بحلول القرن الثاني الميلادي، أصبحت معمودية الطفل مقبولة إلى حد كبير أحد المراسم للنقاء الروحي والبدء الاجتماعي للأطفال، وتستلزم اعترافات بالإيمان، واختيار البالغين على أنهم رعاة للطفل. وفيها كانوا يتلفظون باعتراف الإيمان ويؤدون دورهم كعرّابين لنشأة الطفل الروحية. في المعتاد، كان هؤلاء الرعاة هم الأبوين الطبيعيين للطفل، حيث أثبت ذلك القديس أوغسطينوس عام 408، إذ اقترح إتاحة الفرصة لهم، ولو على نحو إستثنائي، ليحلوا محل الأفراد الآخرين. في غضون ذلك القرن أشارت مدونة جوستنيان أن الآباء قد تولوا القيام بهذا الدور ولم يتركوا لغيرهم مكانًا. وظهر ذلك جليًا عام 813، عندما منع مجلس ميونخ الأبوين الشرعيين من القيام بمهام العرابين مع أطفالهم.
بحلول القرن الخامس، أُطلق على الرعاة الذكور «الآباء الروحيون»، وفي نهاية القرن السادس، كان يُشار إليهم باسم «الآباء بالعمادة» و«الأمهات بالعمادة» مما يشير على أنه تم النظر إلى هؤلاء على أنهم مشاركون للآباء الروحيين. وقد تميز هذا النمط بوجود الحواجز القانونية في الزواج مما يساويهم بذوي القربى الآخرين. حرم مرسوم جستنيان الصادر عام 530، الزواج بين العراب والابنة بالمعمودية، وتضاعفت تلك القيود حتى القرن الحادي عشر، لتحريم الزواج بين الأبوين الشرعيين والروحيين، أو الذين يتصلون بهم اتصالًا مباشرًا. وبرز سر الميرون على أنه شعيرة منفصلة عن المعمودية في القرن الثامن، وبرزت مجموعة ثانية من الرعاة مرفقة بالمحظورات نفسها. لم تتضح معالم المدى الدقيقة لتلك العلاقات الروحية كعائق ضد الزواج في الكاثوليكية حتى ظهور مجلس ترنت، الذي قيد العلاقة بين العرابين والأطفال والوالدين الطبيعيين.

#### أثناء فترة الإصلاح
حافظ كل من لوثر وزوينكلي وكالفن على معمودية الأطفل ضد هجمات المصلحين الأكثر تطرفًا، ومن بينهم دعاة تجديدية العماد الذين عارضوا معموديّة الأطفال. إضافة إلى ذلك، اعترض مارتن لوثر على القيود الموضوعة أمام الزواج، وأكد زوينكلي على دور الوالدين والقساوسة، بدلًا من «الشهود» في التعليم الديني ومال كالفن وأتباعه إلى تفضيل الرعاة ليقوموا بدور الوالدين الشرعيين. تقرر الإبقاء على العراب المنفرد في المعمودية في جنيف معقل الكالفينين الفرنسيين، ولكن بعض أتباع كالفن، وعلى الأخص في اسكتلندا وفي المستعمرات الإنجليزية في أمريكا، رفضوا ذلك تمامًا.

### عدد الرعاة
في العصور القديمة كان العرّاب المنفرد هو العرف السائد، ولكن ومنذ بداية العصور الوسطى، أضحت العادة في وجود اثنين من العرابين، وقد احتفظت المسيحيةالأرثوذكسية بهذه الممارسة. في عام 888، حاول مجلس ميتز الكاثوليكي الحد من العدد لواحد، ولكن عدد عرابيين الطفل استمرت الزيادة. في بداية القرن الرابع عشر في إسبانيا، تم اختيار ما يصل إلى 20 عرابًا. في إنجلترا، اشترط سينودس ورسستر (1240) أن يكون عدد الرعاة اثنان من الجنس نفسه وواحد من الجنس الآخر، واستمر هذا العرف السائد في كنيسة إنجلترا. حاول مجلس ترنت الحد من أعداد العرابين إلى واحد أو اثنين على الأكثر، ولكن العادة اختلفت في جميع أنحاء العالم الكاثوليكي.

### كنيسة إنجلترا
احتفظت الكنيسة الإنجليكانية بتقليد العرابين في المعمودية، وأزالت القيود الموضوعة أمام الزاوج رسميًا عام 1540، ولكن استمر الجدل قائمًا حول قضية دور العرابين ووضعهم القانوني.
في الوقت الحالي، وحسب التقاليد الكنسيّة الإنجليكانية، يمكن للأقارب القيام بدور العرابين، واستمر الغموض حول قيام الأبوين بذلك الدور، إذ إنهم في بعض الأحيان بإمكانهم تأدية ذلك. يجب أن يكون العرابين قد تم تعميدهم واعتمادهم (على الرغم من غموض ذلك في الكنيسة)، ولكن لا يمكن التنازل عن شروط المعموديّة. لا توجد شروط موضوعة على رجال الدين لتعميد هؤلاء من خارج أبرشياتهم، ويمكن تأخير المعمودية تأخيرًا معقولًا حتى تتحقق الشروط، شاملةً العرابين المناسبين. ونتيجةً لذلك، لرجال الدين وحدهم التحفظ على كفاءات العرابين.

### الكنيسة الكاثوليكية
حسب التعاليم الكاثوليكيّة يستلزم أن يكون العراب شخصًا مناسبًا بطبيعته، وأن يبلغ من العمر ستين عامًا على الأقل، وأن يكون كاثوليكيًا مثُبتًا حاصلاً على سر الأفخارستيا، ولم يخضع لعقوبة كنسية، ولا يكون أحد والدي الطفل البيولوجيين. لا يستطيع أي شخص ينتمي إلى كنيسة مسيحية أخرى أن يصبح أحد العرابين، ولكنه قد يكون أحد 'الشهود' بالاشتراك مع الراعي الكاثوليكي. لا تعترف الكنيسة بأي دور ديني يقوم به أحد الشهود.

### الكنيسة اللوثرية
اتبعت الكنائس اللوثرية النظريات اللاهوتية المشابهة لدور العرابين كما هو الحال مع الكنيسة الرومانية الكاثوليكية. بحيث تؤمن الكنيسة أن من أداور العرابين «مساعدة [الأطفال] في نشأتهم المسيحية، وخاصًة عند فقدان والديهم». تعتقد الكنائس اللوثرية، مثل الكنيسة الرومانية الكاثوليكية، أنه يتحتم على أي عراب أن يكون معمدًا ومثبتًا في عضوية الكنيسة. سارت الكنائس اللوثرية أيضًا على نهج التقليد الروماني الكاثوليكي بأنه لا يحق لأي مسيحي الالتحاق بالكنيسة وتقديم خدماته كشاهد.

### الكنيسة الأرثوذكسية
كانت المؤسسة الأرثوذكسية للعرابين هي الأقل تأثيرًا على التقاليد الرئيسية. في بعض الكنائس الأرثوذكسية (منها الصربية واليونانية) يقوم أشبين العريس، أو أشبين العروس في مراسم الزفاف بدور العرابين للطفل الأول أو جميع أطفال الزواج. في بعض الحالات، يكون العراب مسؤولًا عن تسمية الطفل. ومن ثم يقوم العراب بمهام الراعي للطفل في مراسم زواجه. ومن المتوقع أن يتبوأ العرابون مراكز جيدة في الكنيسة الأرثوذكسية، من بينها، إصدار الأحكام في الطلاق، والدراية بمعاني ومسؤوليات أدوارهم. ولا يمكن أن يكون العراب قاصرًا أو أحد أبوي الطفل أو مسيحيًا غير أرثوذكسي.

### القرابة الروحية
في بعض البلدان الكاثوليكية والأرثوذكسية، وخاصًة في جنوب أوروبا وأمريكا اللاتينية، تبدو العلاقة بين الوالدين والعرابين أو المعاونين لهم مهمة ومميزة بطريقة خاصة. يترتب على تلك العلاقات مسؤوليات متبادلة قد تكون مفيدة اجتماعيًا للمشاركين. تصف البرتغالية والإسبانية كومبادري (compadre) (بالمعنى الحرفي، «الأب المعاون») وكومادري (comadre) («الأم المعاونة»)، وفي الفرنسية كوميره (بالفرنسية:commère) وكومبيره (بالفرنسية:compère)، والمعنى العتيق للكلمة الإنجليزية النميمة (من الكلمة جدسيب (godsib) «الأخ بالمعمودية») تلك العلاقات. ومن ثم، يمكن استخدامهم في وصف علاقة الصداقة. تَستخدم الكلمات الإسبانية مهام العراب لأفراد حفل الزفاف—بادرينو (padrino) والتي تعني «العراب» أو «أشبين العريس» ومادرينا (madrina) التي تعني «العرابة» أو «أشبينة العروس»— والتي تعكس عرف عادة رعاة المعمودية القائمين بهذا الدور في مراسم الزواج.

### الأدب والتراث الشعبي
تميز تأثير العرابون بالحكايات الخيالية والتراث الشعبي المكتوب في القرن السابع عشر وما بعده، وهكذا، حيث كان لهم دور في العديد من الأعمال الأدبية الخيالية الحديثة. في رواية وفاة العراب لصاحبيها الأخوان غريم كان النموذج الأصلي هو العراب الخارق للعادة على غير المعتاد. إضافةً إلى ذلك، معظم روايات العرابات من عالم الخيال كما هو الحال في روايات سندريلا والجميلة النائمة والطائر الأزرق. قد تعكس تلك الميزة ببساطة الوسط الكاثوليكي الذي كُتبت فيه هذه الأعمال الأدبية الخيالية، أو حيث دُونت على الأقل، والدور المقبول للعرابين كمساعدين من خارج الأسرة، ولكن تقترح مارينا وارنر أن الأنثوية قد يكون أحد أشكال رغبة الرواة الإناث في الإنجاز.

## التقاليد غير المسيحية

### سانتريا
في ديانة سانتريا وديانة يوروبا يتحتم على العرابين إتمام السانتو الخاص بهم أو إيفا. يجوز لأي شخص أن يحصل على مادرينا أو يوبونا (مساعدة العرابة) أو بادرينو ويوبون (مساعد العراب) أو بعض السانتيروز بجانب كونه عراب مساعد.

### اليهودية

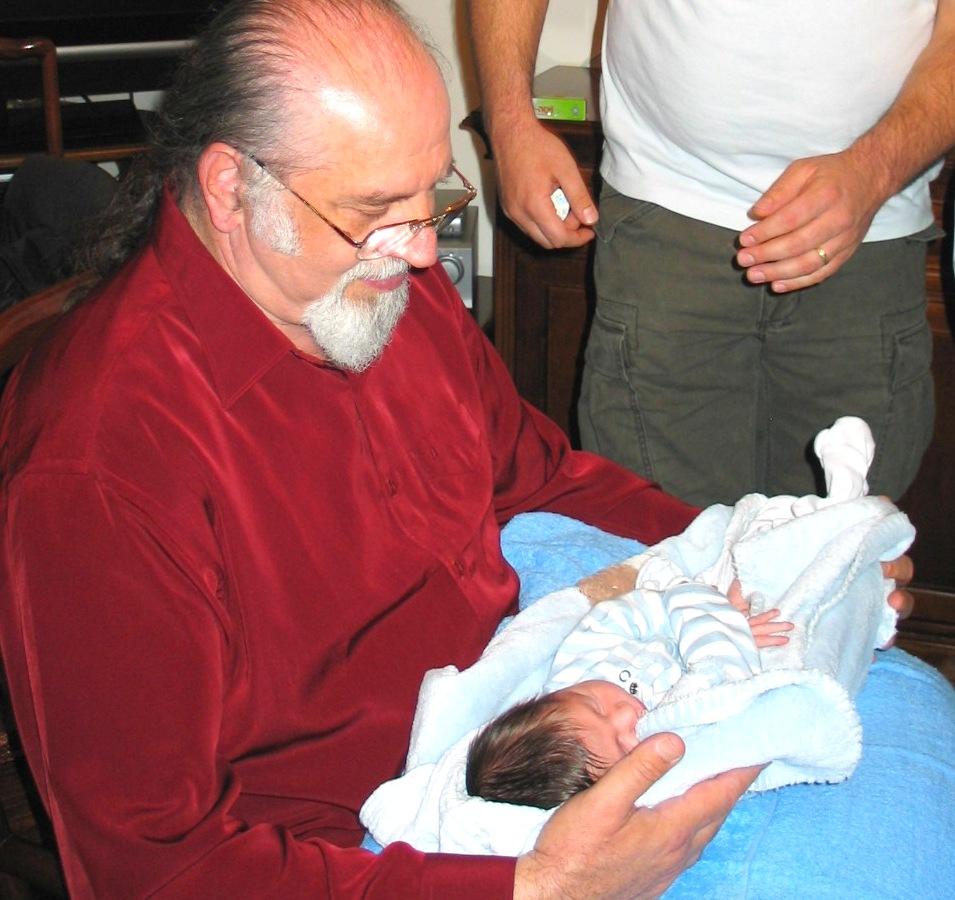
طقس الختان اليهودي، يظهر السانديك يحمل طفلاً صغيرًا.

هناك دوران للعرابين في مراسم الختان في اليهودية حيث يُترجَمان أحيانًا مثل العراب. يمسك السانديك الطفل الصغير حين ختانه. من بين الأرثوذكس الأشكناز، يعد الكفاتير (أو كافاترين إذا كانت أنثى) هو الشخص الذي يأخذ الطفل من أمه ويحمله إلى الغرفة لإجراء عملية الختان. كفاتير هي كلمة مشتقة من الكلمة الألمانية جيفاتير (بالألمانيّة:Gevatter) والتي تعني العراب.

### التقاليد الصينية
تمارس بعض المجتمعات الصينية عادة مكافأة الطفل ("الابن بالمعمودية 乾兒子 / البنت بالمعمودية 乾女兒") مع بعض الأقارب أو أصدقاء الأسرة (الذين يصبحون العرابة 乾媽 / العراب 乾爹"). تعد تلك الممارسة من الأمور الخارجة عن الدين خروجًا كبيرًا، ولكنها تتم عادة لتقوية العلاقات أو لتحقيق رغبة شخص بالغ ليس لديه أطفال ليكون لديه "ابن أو ابنة". في معظم الحالات، يتم تحديد يوم مبارك لتنفيذ المراسم، التي تشتمل على ابن بالمعمودية الذي يكن احترامه لعراب أو عرابة جديدة في حضور الأقارب أو الأصدقاء.